# Razac-sur-l'Isle
Pour les articles homonymes, voir Razac et l'Isle.
Razac-sur-l'Isle est une commune française située dans le département de la Dordogne, en région Nouvelle-Aquitaine.

## Géographie

### Généralités
Incluse dans l'aire d'attraction de Périgueux et formant une petite unité urbaine, la commune de Razac-sur-l'Isle est limitée au nord et à l'ouest par l'Isle qui la sépare d'Annesse-et-Beaulieu.
En période pluvieuse, les eaux de son affluent le Cerf rejoignent l'Isle au nord-ouest du centre-ville de Razac.
Le centre-ville de Razac-sur-l'Isle se situe 9 kilomètres à l'ouest-sud-ouest de Périgueux et 6 kilomètres à l'est-nord-est de Saint-Astier.

### Communes limitrophes
Razac-sur-l'Isle est limitrophe de cinq autres communes dont Coulounieix-Chamiers à l'est par un quadripoint au lieu-dit Borne Panlaire.
| Annesse-et-Beaulieu |                  | Marsac-sur-l'Isle                         |
|                     | Razac-sur-l'Isle | Coulounieix-Chamiers (par un quadripoint) |
| Montrem             |                  | Coursac                                   |

### Géologie et relief

#### Géologie
Situé sur la plaque nord du Bassin aquitain et bordé à son extrémité nord-est par une frange du Massif central, le département de la Dordogne présente une grande diversité géologique. Les terrains sont disposés en profondeur en strates régulières, témoins d'une sédimentation sur cette ancienne plate-forme marine. Le département peut ainsi être découpé sur le plan géologique en quatre gradins différenciés selon leur âge géologique. Razac-sur-l'Isle est située dans le troisième gradin à partir du nord-est, un plateau formé de calcaires hétérogènes du Crétacé.
Les couches affleurantes sur le territoire communal sont constituées de formations superficielles du Quaternaire datant du Cénozoïque, de roches sédimentaires du Mésozoïque. La formation la plus ancienne, notée c4b-c, date du Santonien moyen à supérieur, composée de calcaire crayo-glauconieux avec niveaux à huîtres (P. vesicularis), devenant au sommet plus grossier à silex et rudistes (formation de Saint-Félix-de-Reillac), faciès pouvant évoluer vers des sables fins et grès carbonatés à rudistes. La formation la plus récente, notée CFp, fait partie des formations superficielles de types colluvions indifférenciées de versant, de vallon et plateaux issues d'alluvions, molasses, altérites. Le descriptif de ces couches est détaillé dans  les feuilles « no 758 - Périgueux (ouest) » et « no 782 - Mussidan » de la carte géologique au 1/50 000 de la France métropolitaine, et leurs notices associées,.

Carte géologique de Razac-sur-l'Isle.

#### Relief et paysages
Le département de la Dordogne se présente comme un vaste plateau incliné du nord-est (491 m, à la forêt de Vieillecour dans le Nontronnais, à Saint-Pierre-de-Frugie) au sud-ouest (2 m à Lamothe-Montravel). L'altitude du territoire communal varie quant à elle entre 69 mètres et 203 mètres,.
Dans le cadre de la Convention européenne du paysage entrée en vigueur en France le 1er juillet 2006, renforcée par la loi du 8 août 2016 pour la reconquête de la biodiversité, de la nature et des paysages, un atlas des paysages de la Dordogne a été élaboré sous maîtrise d’ouvrage de l’État et publié en octobre 2020. Les paysages du département s'organisent en huit unités paysagères,. La commune est dans l'unité paysagère de la « Vallée de l'Isle », qui présente un profil contrasté : une vallée relativement encaissée, aux coteaux affirmés, dominant le fond de vallée de 60 à 80 m en amont de Mussidan, une vallée plus élargie en aval avec un fond de vallée plat, large de 1,5 à 2 km. À la fois agricole et urbanisée, elle est parcourue par de nombreuses voies de communication,.
La superficie cadastrale de la commune publiée par l'Insee, qui sert de référence dans toutes les statistiques, est de 14,24 km2,,. La superficie géographique, issue de la BD Topo, composante du Référentiel à grande échelle produit par l'IGN, est quant à elle de 14,88 km2.

### Voies de communication et transports
Le centre ville de Razac-sur-l'Isle est traversé par la route départementale 6089 (l'ancienne route nationale 89).

### Hydrographie

#### Réseau hydrographique
La commune est située dans le bassin de la Dordogne au sein du Bassin Adour-Garonne. Elle est drainée par l'Isle, le Cerf, le Longeron et par un petit cours d'eau, qui constituent un réseau hydrographique de 14 km de longueur totale,.
L'Isle, d'une longueur totale de 255,29 km, prend sa source dans la Haute-Vienne dans la commune de Janailhac et se jette dans la Dordogne — dont elle est le principal affluent — en rive droite face à Arveyres, en limite de Fronsac et de Libourne,. Elle borde la commune au nord-ouest sur près de cinq kilomètres, face à Annesse-et-Beaulieu.
Le Cerf, d'une longueur totale de 15,37 km, prend sa source dans la commune de Boulazac Isle Manoire  (territoire de l'ancienne commune d'Atur) et se jette en rive gauche dans un bras de l'Isle dans la commune, un kilomètre à l'ouest-nord-ouest du centre-ville. Il traverse le territoire communal du sud-est au nord-ouest sur quatre kilomètres et demi.
Affluent de rive gauche de l'Isle, le Longeron sert de limite naturelle au sud-ouest sur deux kilomètres face à Montrem.
Au nord et en bordure de l'Isle, le captage des eaux de la source des Moulineaux permet d'alimenter seize communes en eau.

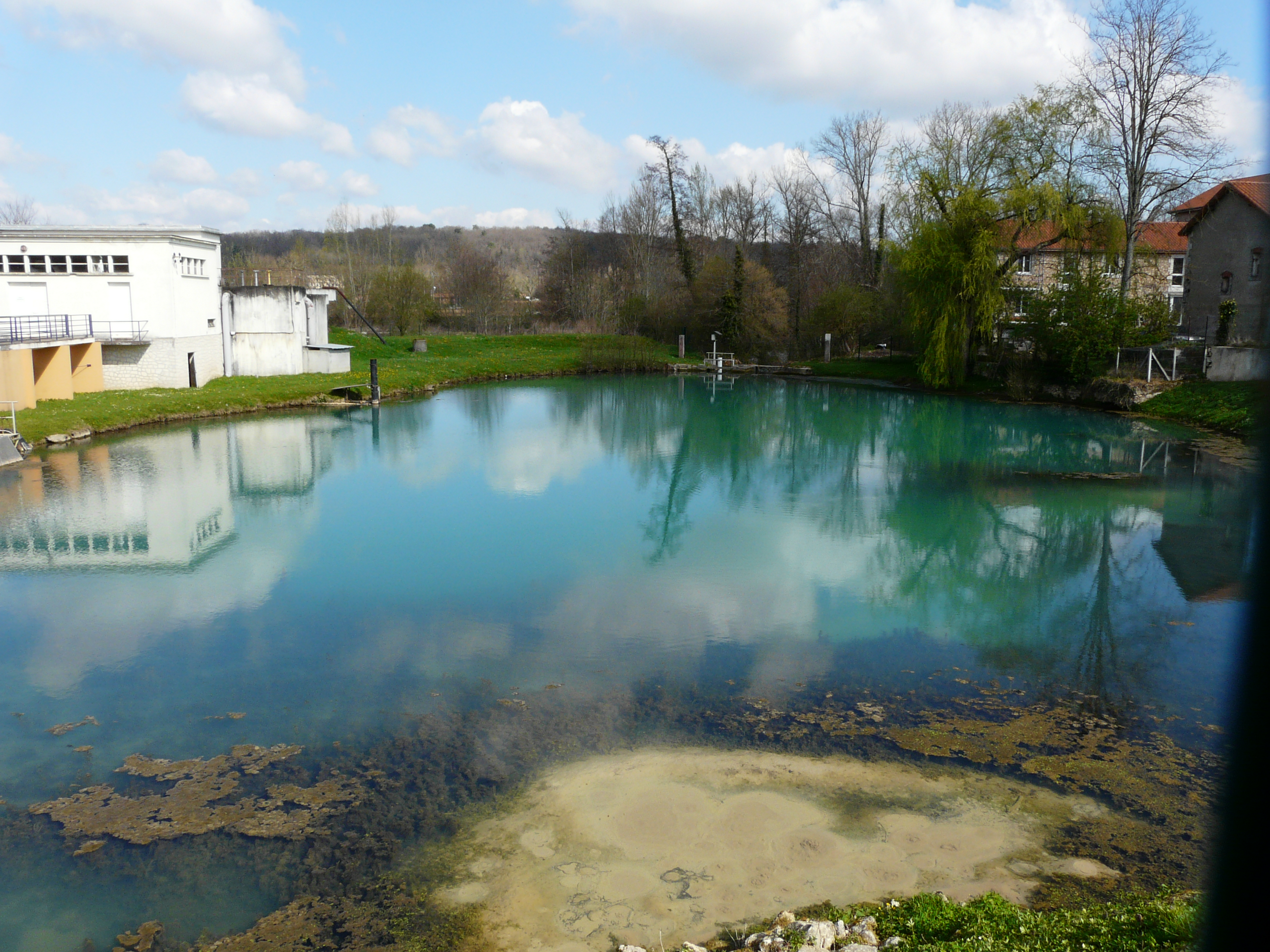
La source des Moulineaux, à Razac-sur-l'Isle.
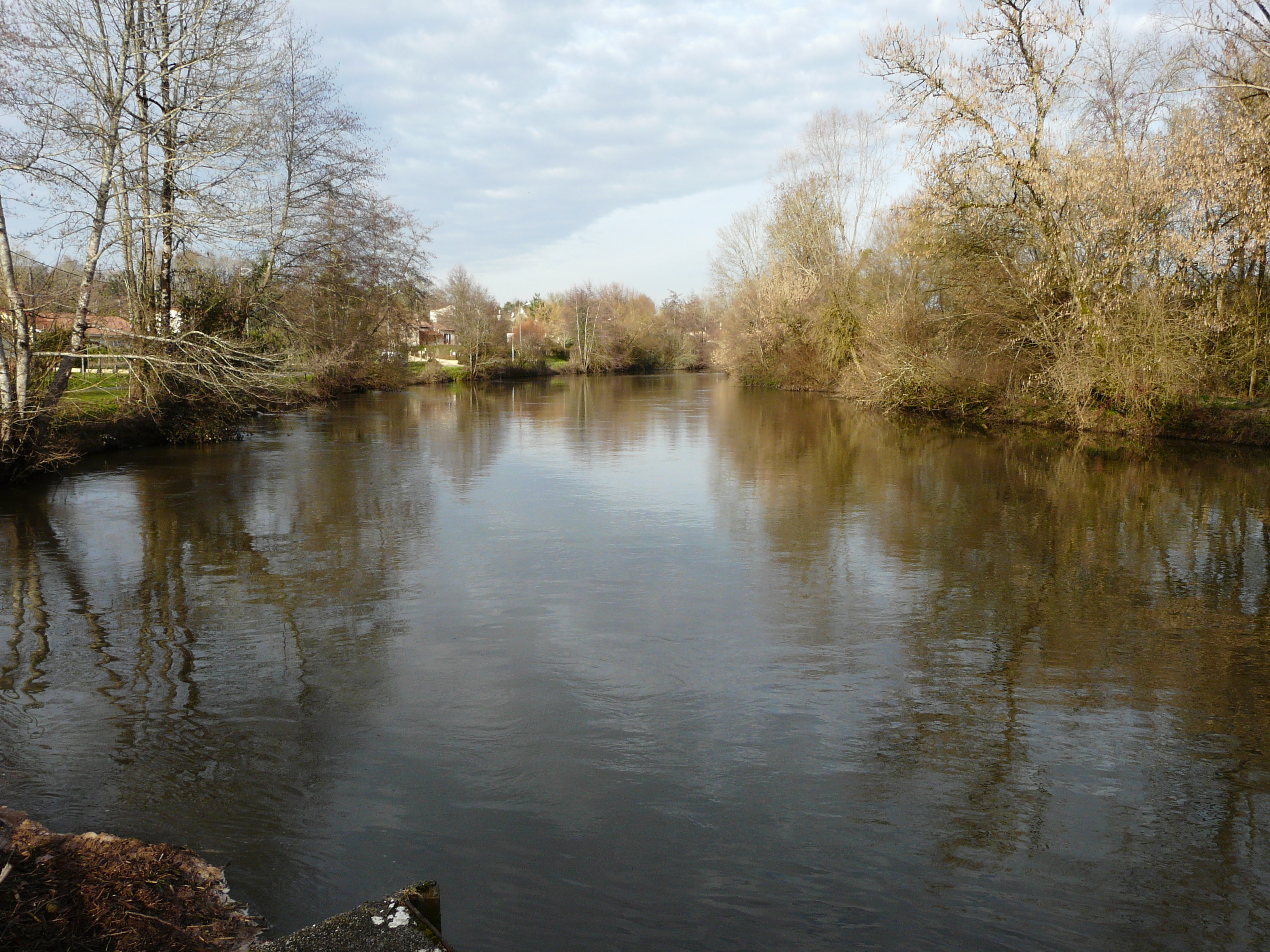
L'Isle près du lieu-dit le Point Noir entre Annesse-et-Beaulieu (à gauche) et Razac-sur-l'Isle.
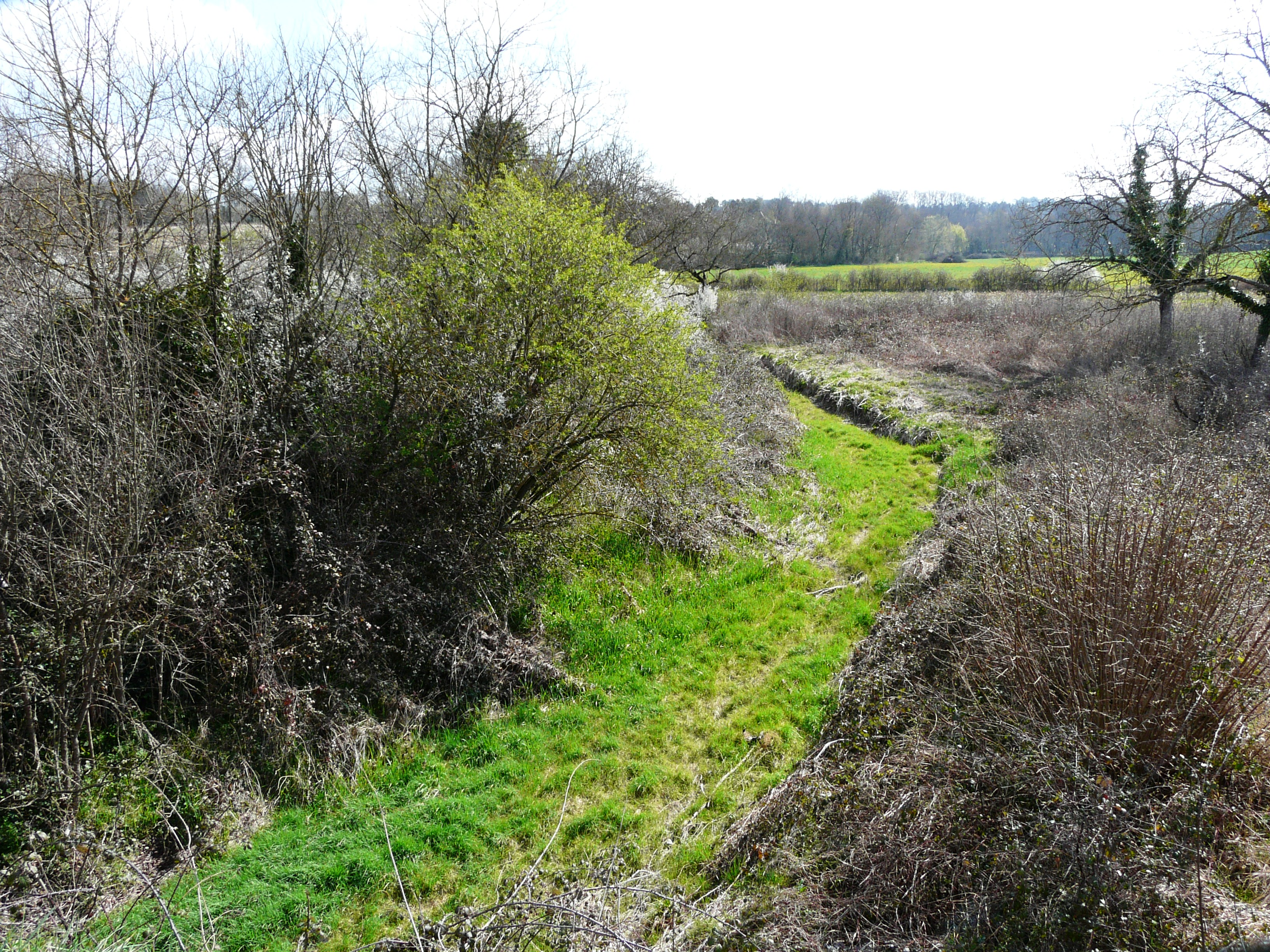
Le lit asséché du ruisseau le Cerf à Razac-sur-l'Isle. Vue prise vers l'amont, au pont de la route départementale 6089.
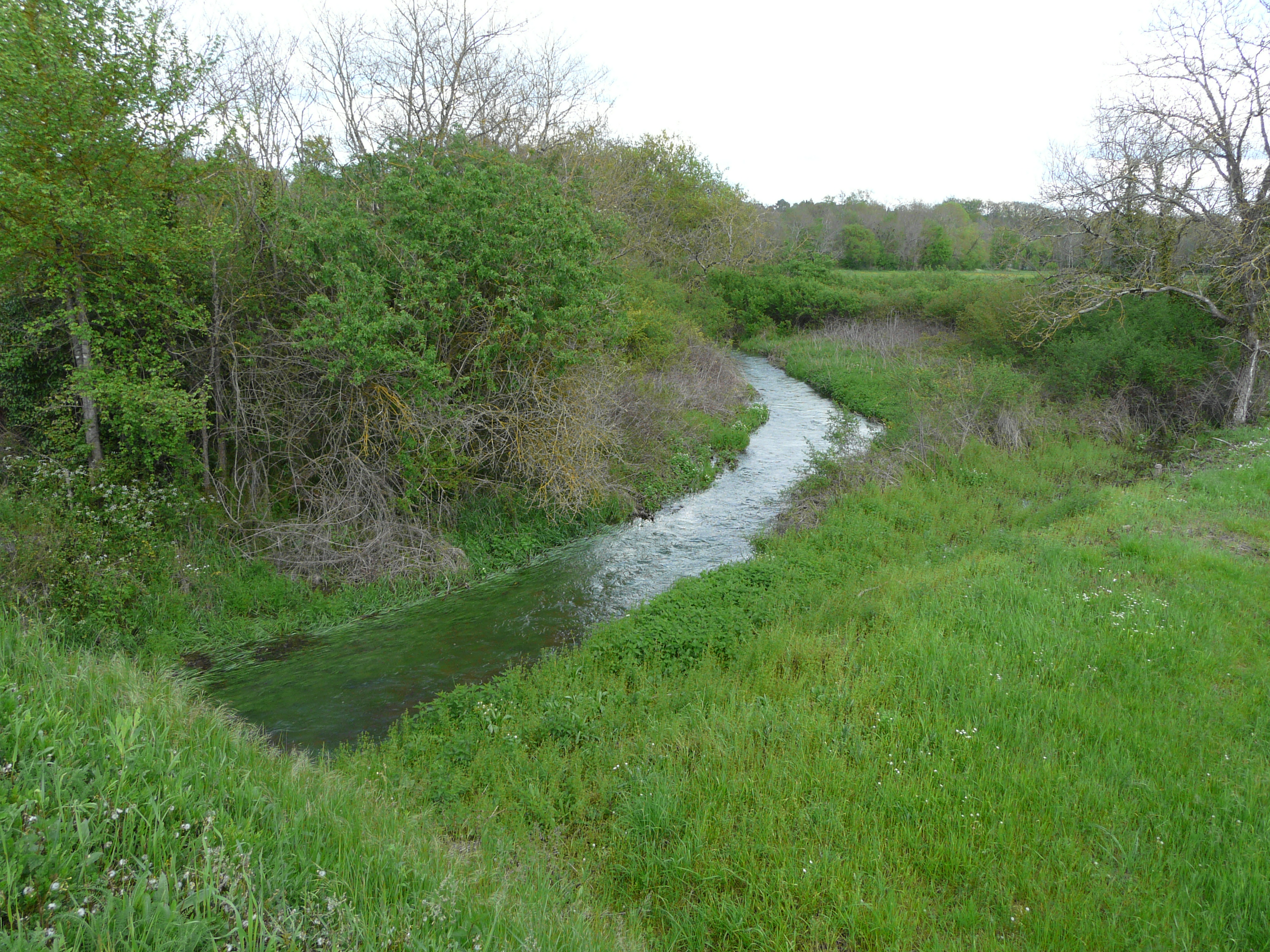
Le même lieu après une période prolongée de fortes pluies.
Réseaux hydrographique et routier de Razac-sur-l'Isle.

#### Gestion et qualité des eaux
Le territoire communal est couvert par le schéma d'aménagement et de gestion des eaux (SAGE) « Isle - Dronne ». Ce document de planification, dont le territoire regroupe les bassins versants de l'Isle et de la Dronne, d'une superficie de 7 500 km2, a été approuvé le 2 août 2021. La structure porteuse de l'élaboration et de la mise en œuvre est l'établissement public territorial de bassin de la Dordogne (EPIDOR). Il définit sur son territoire les objectifs généraux d’utilisation, de mise en valeur et de protection quantitative et qualitative des ressources en eau superficielle et souterraine, en respect des objectifs de qualité définis dans le troisième SDAGE  du Bassin Adour-Garonne qui couvre la période 2022-2027, approuvé le 10 mars 2022.
La qualité des eaux de baignade et des cours d’eau peut être consultée sur un site dédié géré par les agences de l’eau et l’Agence française pour la biodiversité.

### Climat
Pour des articles plus généraux, voir Climat de la Nouvelle-Aquitaine et Climat de la Dordogne.
En 2010, le climat de la commune est de type climat océanique altéré, selon une étude s'appuyant sur une série de données couvrant la période 1971-2000. En 2020, Météo-France publie une typologie des climats de la France métropolitaine dans laquelle la commune est toujours exposée à un climat océanique altéré et est dans la région climatique  Aquitaine, Gascogne, caractérisée par une pluviométrie abondante au printemps, modérée en automne, un faible ensoleillement au printemps, un été chaud (19,5 °C), des vents faibles, des brouillards fréquents en automne et en hiver et des orages fréquents en été (15 à 20 jours).
Pour la période 1971-2000, la température annuelle moyenne est de 12,6 °C, avec  une amplitude thermique annuelle de 15,1 °C. Le cumul annuel moyen de précipitations est de 871 mm, avec 12,4 jours de précipitations en janvier et 6,7 jours en juillet. Pour la période 1991-2020, la température moyenne annuelle observée sur la station météorologique la plus proche, située sur la commune de Coulounieix-Chamiers à 8 km à vol d'oiseau, est de 13,1 °C et le cumul annuel moyen de précipitations est de 912,2 mm,. Pour l'avenir, les paramètres climatiques de la commune estimés pour 2050 selon différents scénarios d’émission de gaz à effet de serre sont consultables sur un site dédié publié par Météo-France en novembre 2022.

### Milieux naturels et biodiversité
À l'ouest, en limite d'Annesse-et-Beaulieu, la zone de bocage et de prairies humides ou inondables que représente la vallée de l'Isle est classée zone naturelle d'intérêt écologique, faunistique et floristique (ZNIEFF).
À Pleyssac, 85 hectares sont classés en réserve naturelle volontaire (RNV) depuis 1985.

## Urbanisme

### Typologie
Au 1er janvier 2024, Razac-sur-l'Isle est catégorisée bourg rural, selon la nouvelle grille communale de densité à 7 niveaux définie par l'Insee en 2022.
Elle appartient à l'unité urbaine de Razac-sur-l'Isle, une agglomération intra-départementale dont elle est ville-centre,. Par ailleurs la commune fait partie de l'aire d'attraction de Périgueux, dont elle est une commune de la couronne,. Cette aire, qui regroupe 49 communes, est catégorisée dans les aires de 50 000 à moins de 200 000 habitants,.

### Occupation des sols
L'occupation des sols de la commune, telle qu'elle ressort de la base de données européenne d’occupation biophysique des sols Corine Land Cover (CLC), est marquée par l'importance des territoires agricoles (51,3 % en 2018), une proportion sensiblement équivalente à celle de 1990 (51,8 %). La répartition détaillée en 2018 est la suivante : 
forêts (30,2 %), zones agricoles hétérogènes (22,3 %), prairies (18,6 %), zones urbanisées (14,1 %), terres arables (10,3 %), milieux à végétation arbustive et/ou herbacée (4,5 %). L'évolution de l’occupation des sols de la commune et de ses infrastructures peut être observée sur les différentes représentations cartographiques du territoire : la carte de Cassini (XVIIIe siècle), la carte d'état-major (1820-1866) et les cartes ou photos aériennes de l'IGN pour la période actuelle (1950 à aujourd'hui).

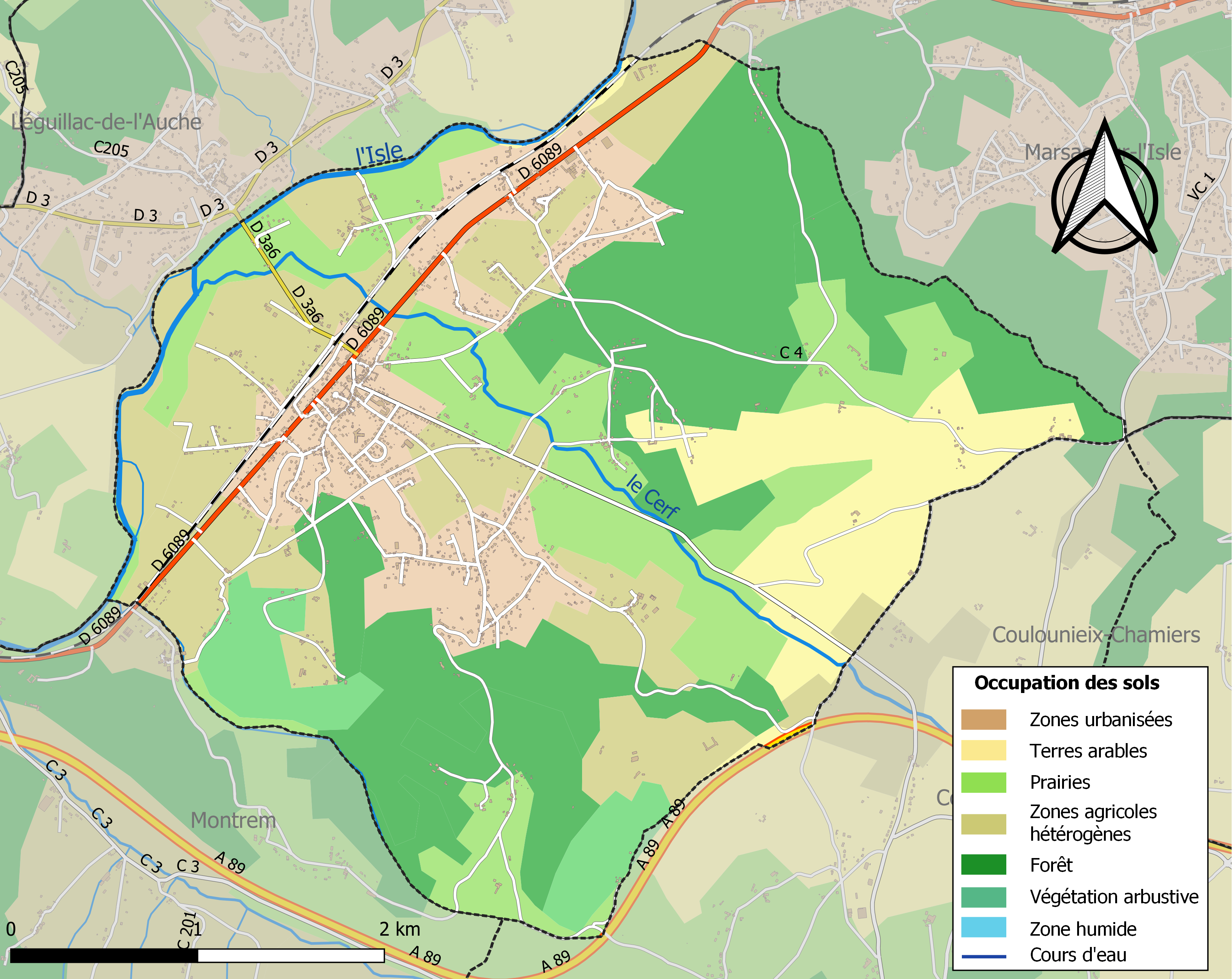
Carte des infrastructures et de l'occupation des sols de la commune en 2018 (CLC).

### Lieux-dits de la commune
- Antoniac - Bellevue - Bosbarreau - Bottas (disparu) - Boussac - Cafourneau - Château-Trompette - Chauffre (jadis Chauffrot) - Clojean - Fauveau - Fayettas - Gintrac - Guitard - Grand-Labat - Jean du Trou - La Châtaigneraie - La Cible - La Coutissie - La Forêt - La Grande-Pièce - Lamanot - Le Bosbarreau - Le Maine (jadis Les Maynes) - Les Granges (disparues) - La Plaine - La Porte - La Pourradière - Las Servas - Laubresset - La Vidale - Le Brandier - Le Bois du Moulin - Le Décoin (jadis Les Déquoys) - Le Gardou - Le Gay - Le Gros Caillou - Le Marmet - Le Pinaud - Le Pouyaud - Les Coquetaux - Les Cuves - Les Farges - Les Garennes -  Les Gendres (disparus) - Les Jaubiroux (disparus) - Les Martys (jadis Les Métayers) - Les Moulineaux - Les Poseries - Les Papassols (jadis Les Papassous) - Les Pradissoux - Le Soulier - Les Tarrières - Mareynou - Marsaguet - Matitaux (disparu) - Petit-Chauffre - Petit-Labat - Petit-Marot - Pleyssac - Puylabourg - Puypicharou (disparu) - Rolet

### Prévention des risques
Le territoire de la commune de Razac-sur-l'Isle est vulnérable à différents aléas naturels : météorologiques (tempête, orage, neige, grand froid, canicule ou sécheresse), inondations, feux de forêts, mouvements de terrains et séisme (sismicité très faible). Il est également exposé à un risque technologique, le transport de matières dangereuses. Un site publié par le BRGM permet d'évaluer simplement et rapidement les risques d'un bien localisé soit par son adresse soit par le numéro de sa parcelle.

#### Risques naturels

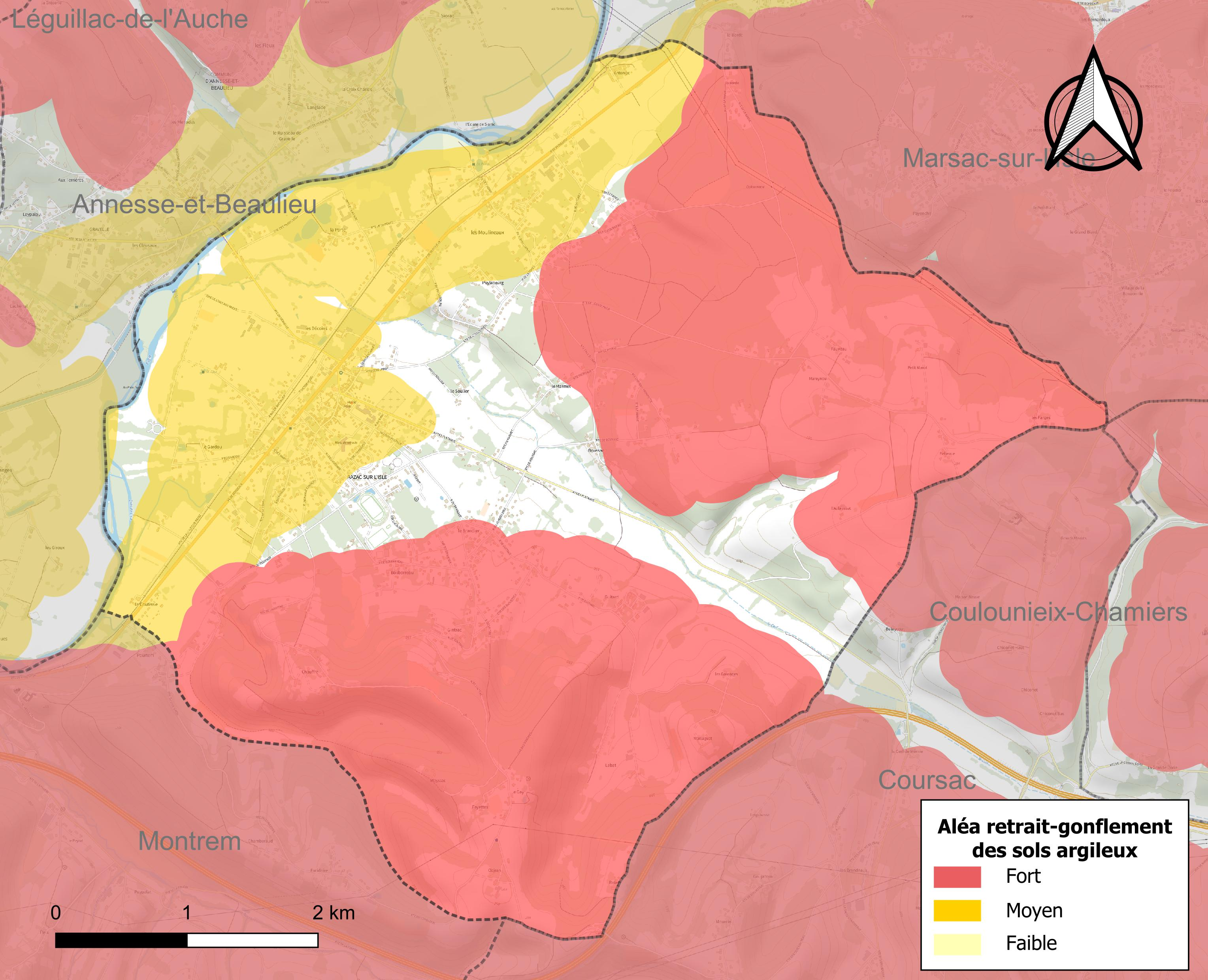
Carte des zones d'aléa retrait-gonflement des sols argileux de Razac-sur-l'Isle.

La commune fait partie du territoire à risques importants d'inondation (TRI) de Périgueux, regroupant 12 communes concernées par un risque de débordement de l'Isle, un des 18 TRI qui ont été arrêtés fin 2012 sur le bassin Adour-Garonne. Les événements antérieurs à 2014 les plus significatifs sont les crues de 1783 (5,21 m à l'échelle de crue, la crue la plus importante connue), de 1843 (4,83 m) et de 1944 (4,5 m, 630 m3/s, la crue centennale de référence). Des cartes des surfaces inondables ont été établies pour trois scénarios : fréquent (crue de temps de retour de 10 ans à 30 ans), moyen (temps de retour de 100 ans à 300 ans) et extrême (temps de retour de l'ordre de 1 000 ans, qui met en défaut tout système de protection). La commune a été reconnue en état de catastrophe naturelle au titre des dommages causés par les inondations et coulées de boue survenues en 1982, 1986, 1993, 1996, 1998, 1999, 2008, 2009 et 2018,. Le risque inondation est pris en compte dans l'aménagement du territoire de la commune par le biais du plan de prévention des risques inondation (PPRI) de l'« agglomération de Périgueux »  prescrit le 11 mars 2015 et approuvé le 6 février 2018, pour les crues de l'Isle. La crue de 1944, plus haute crue historique bien connue sur l’Isle, avec un débit estimé de 630 m3/s à Périgueux, présente une période de retour centennale et sert de crue de référence au PPRI.
Razac-sur-l'Isle est exposée au risque de feu de forêt. L’arrêté préfectoral du 14 mars 2013 fixe les conditions de pratique des incinérations et de brûlage dans un objectif de réduire le risque de départs d’incendie. À ce titre, des périodes sont déterminées : interdiction totale du 15 février au 15 mai et du 15 juin au 15 octobre, utilisation réglementée du 16 mai au 14 juin et du 16 octobre au 14 février. En septembre 2020, un plan inter-départemental de protection des forêts contre les incendies (PidPFCI) a été adopté pour la période 2019-2029,.
Les mouvements de terrains susceptibles de se produire sur la commune sont des tassements différentiels. Le retrait-gonflement des sols argileux est susceptible d'engendrer des dommages importants aux bâtiments en cas d’alternance de périodes de sécheresse et de pluie. 83,2 % de la superficie communale est en aléa moyen ou fort (58,6 % au niveau départemental et 48,5 % au niveau national métropolitain). Depuis le 1er octobre 2020, en application de la loi ÉLAN, différentes contraintes s'imposent aux vendeurs, maîtres d'ouvrages ou constructeurs de biens situés dans une zone classée en aléa moyen ou fort,.
La commune a été reconnue en état de catastrophe naturelle au titre des dommages causés par la sécheresse en 1989, 1992, 1995, 1997, 2005 et 2011 et par des mouvements de terrain en 1999.

## Toponymie

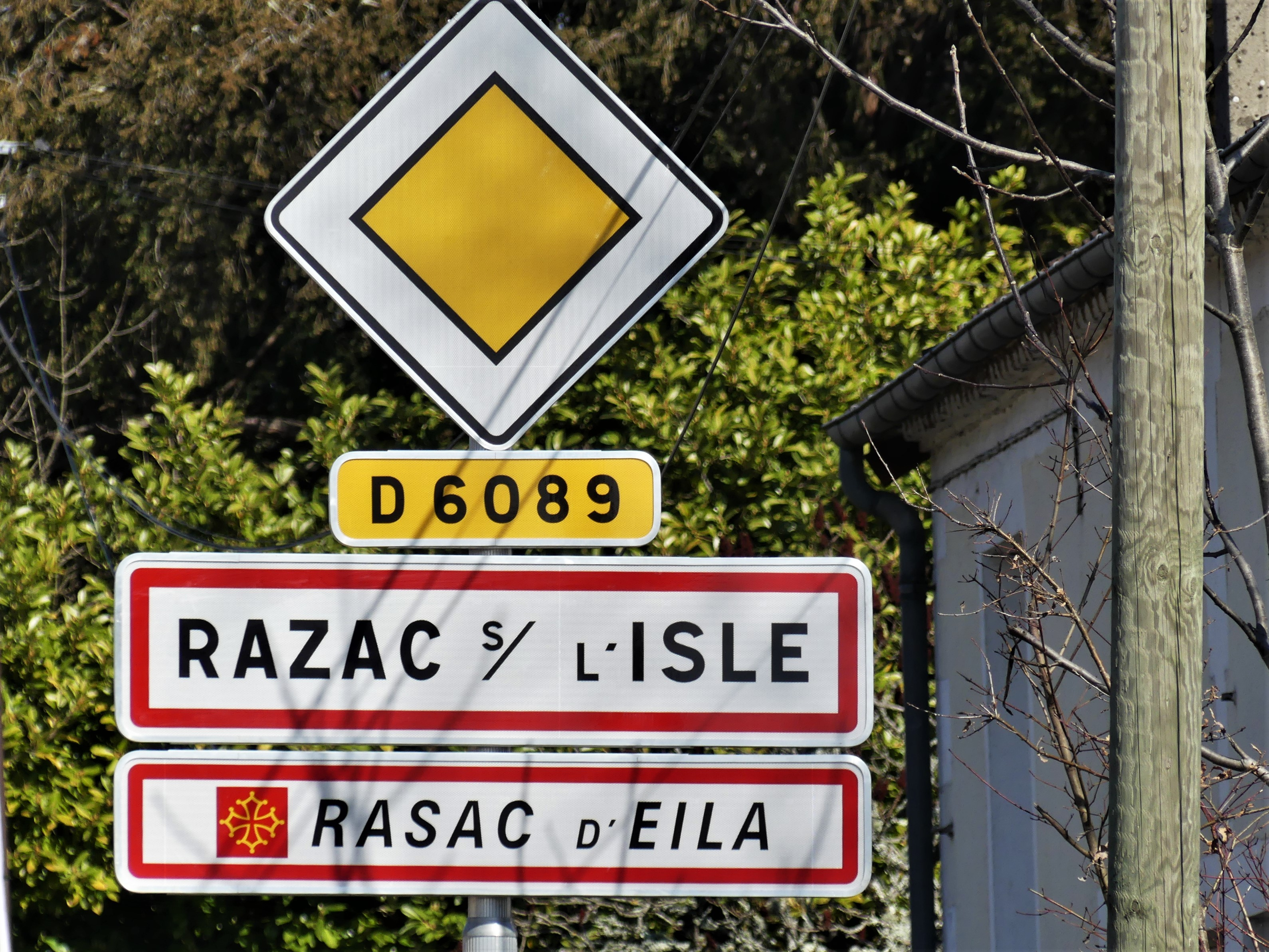
Panneaux franco-occitans d'entrée au bourg.

En occitan, la commune porte le nom de Rasac d'Eila.

## Histoire
On relève au XIIIe siècle, les noms de Razacum ou Rezac, puis en 1312 de Resac, en 1348 de Razak et en 1397 de Raszac. Étymologiquement, deux possibilités s'offrent pour l'origine du nom : "Radacus", nom d'une personne d'origine germanique, ou, "ratis", nom gaulois de la fougère. L'Isle étant le nom de la rivière, affluent de la Dordogne, qui coule à l'ouest de la commune, et qui avec le temps est venu en complément de nom afin de différencier les 3 Razac existants.
L'église paroissiale, sous le patronage de Notre-Dame de l'Assomption, est mentionnée dès le XIIe siècle et juste à côté, un château fort, construit à la même époque, subsista jusqu'à la Révolution française, époque où il menaçait déjà ruine. Il disparut, servant de carrière de pierres, pour agrandir l'habitat du bourg. Sa description ne nous est pas bien connue, mais nous savons qu'il avait un fort puissant donjon et une grande cour.
Au Moyen Âge, la Paroisse de Razac relevait de la Ville et Châtellenie de Périgueux, mais durant la guerre de Cent Ans, le château fut tenu par les Anglais à plusieurs périodes. En 1451, le comte Jean de Périgord octroya la Seigneurie de Razac à l'un de ses fidèles : le chevalier Hugues de Bayly. Les descendants de ce dernier seront Seigneurs de Razac jusqu'à la Révolution française, ils furent même reçus aux Honneurs de la Cour, à Versailles, sous le titre de marquis. En 1792, le dernier seigneur Henri de Bayly, partit en exil et mourut en 1798 en émigration.
La pierre Panlaire est une borne qui se dresse en bordure de route au croisement des routes conduisant de Coulounieix à Razac et de Coursac à Marsac, près des lieux-dits les Farges et Perlijoux. À l'origine, au XVe siècle, elle marquait la limite des quatre paroisses devenues des communes à la Révolution, à la fin du XVIIIe siècle. Déplacée d'une dizaine de mètres, elle se situe désormais sur le territoire de la commune de Coulounieix-Chamiers.
Sous l'Ancien Régime, Razac relevait de la Sénéchaussée et du Diocèse de Périgueux. 4 seigneuries principales se partageaient alors la Paroisse : celle de Razac, centrée sur le bourg et son château, celle d'Antoniac, en limite de Beaulieu et de Marsac, centrée sur le château du même nom, aujourd'hui devenu une grosse ferme, celle de Siorac, située à l'ouest, en delà de l'Isle et celle de Marsaguet, qui était alors située en partie sur Coursac et en partie sur Razac, centrée sur le château du même nom (la limite entre les deux paroisses passait alors au beau milieu du château, faisant que la salle à manger du château était à Razac et la chambre à coucher seigneuriale à Coursac, et le seigneur du lieu, était considéré comme Coursacois et non Razacois, car né dans la chambre).
En 1709, une grande gelée eut lieu. Un curé du Périgord écrivit qu'elle commença le 7 janvier et elle dura jusqu'au 21 du même mois, faisant mourir tous les châtaigniers, noyers, cerisiers, pruniers, et une grande partie des pommiers, poiriers, vignes et blés. Elle fit d'énormes dégâts et les conséquences en furent terribles pour l'année qui suivit, par l'absence de toute récolte durant l'année 1709. Du 13 janvier au 9 décembre 1710, 67 Razacois en décédèrent, le plus jeune âgé de 7 mois, le plus âgé, le seigneur de Siorac, à 82 ans, alors qu'en comparaison, seuls 13 Razacois pour toute l'année 1708 et pour toute l'année 1712 décédèrent.
La Révolution française abolit quasiment toutes les institutions qui existaient et en instaura de nouvelles. Razac devint alors une commune, qui dépendit du canton de Grignols, dont le siège fut transféré en 1829 à Saint-Astier, du district puis arrondissement de Périgueux et du département de la Dordogne. 
En 1799, les limites avec les communes voisines de Coursac et d'Annesse-et-Beaulieu furent modifiées. Razac y gagna le château de Marsaguet dans sa totalité, mais perdit le château de Siorac et les hameaux de Gravelle et de Langlade, qui furent intégrés à la commune voisine d'Annesse-et-Beaulieu.
En 1841, au début du mois de septembre, une grave épidémie sévit en Périgord : la Suette. En 3 jours, 11 Razacois, le plus jeune âgé de 18 ans et le plus âgé de 45 ans en décédèrent, y compris le curé même de Razac. 
En 1849/1850 le cimetière de Razac, qui s'élevait depuis toujours autour de l'église fut transféré là où on peut le voir de nos jours. La chose ne fut pas aisée à faire, car depuis 1820 les autorités eurent du mal à mener ce changement à terme.
En 1856-1857, fut posé et inauguré le chemin de fer passant par Razac-sur-l'Isle. Le Périgourdin Pierre Magne, ministre de l'empereur Napoléon III, fit beaucoup pour étendre le réseau ferré en Périgord. 
En 1866, l'église Notre-Dame fut totalement inversée : l'autel fut transporté d'est en ouest, l'ancienne porte (à l'ouest) fut murée et une nouvelle porte (la porte actuelle) fut ouverte à l'est. 
En 1910, pour la 1re fois et la seule jusqu'à présent, eut lieu à Razac-sur-l'Isle la félibrée (manifestation folklorique dédiée à l'Occitanisme). Cette fête faillit bien être un désastre, car la pluie avait tombé en abondance depuis des mois. À cette occasion le maire de Razac ouvrit sa propriété des Papasols (à l'angle de la route de Périgueux et de la route de Gravelle) où fut établie la "taulado" (table des festivités).
1914-1918 1re Guerre mondiale : 25 Razacois y laissèrent la vie dans la défense de la patrie.
En 1924, le monument aux morts fut érigé place de l'église (aujourd'hui place Roger Gauthier). Il fut ensuite transféré dans le jardin de l'actuelle mairie. 
Dans la soirée du 27 décembre 1999, une terrible tempête s'abattit sur le sud de la France. Elle en bouleversa le paysage. Le Périgord fut sinistré à 95 %. À Razac partout dans la commune, chênes, noyers, pins et sapins furent abattus comme de simples brins de paille, les cheminées tombèrent et le bourg n'eut plus d'eau courante. Les réseaux électrique et téléphonique furent jetés à bas, et beaucoup durent vivre pendant des jours et des jours avec des bougies, sans électricité et sans chauffage.
En 2015, par une réforme de l'administration de l’État, la commune de Razac-sur-l'Isle fut soustraite du canton de Saint-Astier, pour être intégré dans un canton, nouvellement créé : celui de Coulounieix-Chamiers.

### Liste des seigneurs de Razac
- 1493-1530 Jean de Bayly (+1530), fils du précédent
- 1530-1533 Bertrand Ier de Bayly (+1533), fils du précédent
- 1533-1549 Poncet de Bayly (+1549), fils du précédent
- 1549-1583 Guillaume de Bayly (1523-1583), frère du précédent
- 1583-1628 Alain de Bayly (1562-1628), fils du précédent
- 1628-1698 Bertrand II de Bayly (+1698), fils du précédent
- 1698-1713 Pierre-Jean de Bayly (1653-1713), fils du précédent
- 1713-1777 Joseph de Bayly (1681-1777), fils du précédent
- 1777-1790 Henri de Bayly (1763-1798), petit-fils du précédent

La famille de Bayly s'est éteinte en 1822 avec Marie-Claire de Bayly, tante du dernier seigneur de Razac, mais sa descendance s'est perpétuée dans la famille des marquis de Sanzillon de Mensignac (elle aussi éteinte) et de nos jours, est représentée dans la famille des marquis d'Arlot de Cumond.

## Politique et administration

### Rattachements administratifs
Dès 1790, la commune de Razac-sur-l'Isle a été rattachée au canton de Saint-Astier qui dépendait du district de Perigueux jusqu'en 1795, date de suppression des districts. En 1801, le canton est supprimé et la commune est rattachée au canton de Grignols dépendant de l'arrondissement de Périgueux. Il change de nom et devient le canton de Saint-Astier en 1829, à la suite du transfert du chef-lieu de Grignols vers Saint-Astier.
Lors de l'importante réforme de 2014 définie par le décret du 21 février 2014 et supprimant la moitié des cantons du département, la commune est la seule à quitter ce canton pour celui de Coulounieix-Chamiers pour les élections départementales de mars 2015.

### Intercommunalité
Fin 2002, Razac-sur-l'Isle intègre la communauté d'agglomération périgourdine créée trois ans plus tôt. Celle-ci disparaît le 31 décembre 2013, remplacée au 1er janvier 2014 par une nouvelle intercommunalité élargie : Le Grand Périgueux.

### Administration municipale
Jadis le nombre de conseillers municipaux, maire et adjoint compris, fut de 12 aux élections municipales de 1836. Le nombre changea lors des élections municipales de 1912 avec 14 membres. Il revint à 12 membres aux élections municipales de 1919 puis passa à 13 aux élections municipales de 1965 et à 17 aux élections municipales de 1977.
Depuis les élections municipales de 1983 le conseil municipal est composé de 19 membres dont le maire et cinq adjoints.
La population de la commune étant comprise entre 1 500 et 2 499 habitants au recensement de 2017, dix-neuf conseillers municipaux ont été élus en 2020,.

## Équipements et services publics

### Enseignement
Razac-sur-l'Isle est située dans l'académie de Bordeaux.
La ville administre une école maternelle et une école primaire communaleS.

### Justice
Dans le domaine judiciaire, Razac-sur-l'Isle relève : 
- du tribunal judiciaire, du tribunal pour enfants, du conseil de prud'hommes et du tribunal de commerce de Périgueux ;
- du pôle Nationalité du tribunal judiciaire de Périgueux (compétent uniquement dans le domaine de la nationalité) ;
- de la cour d'appel, du tribunal administratif et de la  cour administrative d'appel de Bordeaux.

## Population et société

### Démographie

#### Évolution démographique
L'évolution du nombre d'habitants est connue à travers les recensements de la population effectués dans la commune depuis 1793. Pour les communes de moins de 10 000 habitants, une enquête de recensement portant sur toute la population est réalisée tous les cinq ans, les populations de référence des années intermédiaires étant quant à elles estimées par interpolation ou extrapolation. Pour la commune, le premier recensement exhaustif entrant dans le cadre du nouveau dispositif a été réalisé en 2006.

En 2022, la commune comptait 2 367 habitants, en évolution de −0,71 % par rapport à 2016 (Dordogne : +0,37 %, France hors Mayotte : +2,11 %).
| 1793 | 1800 | 1806 | 1821 | 1831 | 1836 | 1841 | 1846 | 1851 |
| ---- | ---- | ---- | ---- | ---- | ---- | ---- | ---- | ---- |
| 950  | 714  | 763  | 829  | 869  | 858  | 846  | 889  | 895  |

| 1856 | 1861 | 1866 | 1872 | 1876 | 1881 | 1886 | 1891 | 1896 |
| ---- | ---- | ---- | ---- | ---- | ---- | ---- | ---- | ---- |
| 923  | 897  | 855  | 865  | 910  | 932  | 995  | 880  | 862  |

| 1901 | 1906 | 1911 | 1921 | 1926 | 1931 | 1936 | 1946 | 1954  |
| ---- | ---- | ---- | ---- | ---- | ---- | ---- | ---- | ----- |
| 811  | 809  | 723  | 783  | 829  | 829  | 837  | 941  | 1 065 |

| 1962  | 1968  | 1975  | 1982  | 1990  | 1999  | 2006  | 2011  | 2016  |
| ----- | ----- | ----- | ----- | ----- | ----- | ----- | ----- | ----- |
| 1 218 | 1 364 | 1 702 | 2 062 | 2 212 | 2 276 | 2 394 | 2 425 | 2 384 |

| 2021  | 2022  | - | - | - | - | - | - | - |
| ----- | ----- | - | - | - | - | - | - | - |
| 2 369 | 2 367 | - | - | - | - | - | - | - |

#### Pyramide des âges
En 2018, le taux de personnes d'un âge inférieur à 30 ans s'élève à 30,4 %, soit au-dessus de la moyenne départementale (27,1 %). À l'inverse, le taux de personnes d'âge supérieur à 60 ans est de 31,3 % la même année, alors qu'il est de 36,5 % au niveau départemental.
En 2018, la commune comptait 1 179 hommes pour 1 216 femmes, soit un taux de 50,77 % de femmes, légèrement inférieur au taux départemental (51,82 %).
Les pyramides des âges de la commune et du département s'établissent comme suit.
| Hommes | Classe d’âge | Femmes |
| ------ | ------------ | ------ |
| 0,8    | 90 ou +      | 2,8    |
| 8,4    | 75-89 ans    | 11,3   |
| 19,7   | 60-74 ans    | 19,6   |
| 21,6   | 45-59 ans    | 21,4   |
| 16,4   | 30-44 ans    | 17,3   |
| 14,5   | 15-29 ans    | 11,3   |
| 18,7   | 0-14 ans     | 16,4   |

| Hommes | Classe d’âge | Femmes |
| ------ | ------------ | ------ |
| 1,2    | 90 ou +      | 2,9    |
| 10,6   | 75-89 ans    | 13,4   |
| 23,6   | 60-74 ans    | 23,7   |
| 20,9   | 45-59 ans    | 20,7   |
| 15,5   | 30-44 ans    | 14,8   |
| 13,5   | 15-29 ans    | 11,6   |
| 14,8   | 0-14 ans     | 12,9   |

### L'agglomération de Razac-sur-l'Isle
En 2010, l'unité urbaine de Razac-sur-l'Isle (l'agglomération) regroupe deux communes : Annesse-et-Beaulieu et Razac-sur-l'Isle, soit 3 831 habitants en 2017.
Cette agglomération fait partie de l'aire d'attraction de Périgueux.

### Manifestations culturelles et festivités
- Salon du bien-être et de l'artisanat sur un week-end en mai (24e édition en 2024)[69].
- Fête annuelle « Razac en fête » sur trois jours fin août[70].
- Les années paires[71], en octobre, pendant deux semaines, le Salon d'automne expose les œuvres d'artistes peintres, de sculpteurs et d'artisans d'art (13e édition en 2018 avec une cinquantaine d'exposants)[72].

### Cultes
Razac a toujours été une paroisse du diocèse de Périgueux, mais en 1997 à la suite d'une réorganisation de l'Église catholique romaine en Périgord, l'évêque d'alors prit la décision d'abolir toutes les paroisses de son diocèse et de les remplacer par d'autres, beaucoup plus étendues en superficie et comprenant les anciennes paroisses abolies.
La « paroisse Saint-Pierre-et-Saint-Paul-des-Rives-de-l'Isle », nouvellement créée, inclut donc, outre l'ancienne paroisse de Razac, celles d'Annesse, de Beaulieu, de Bourrou, de Bruc-de-Grignols, de Chantérac, de Coursac, de Douzillac, de Léguillac-de-l'Auche, de Manzac, de Montrem, de Neuvic, de Saint-Aquilin, de Saint-Astier, de Saint-Germain-du-Salembre, de Saint-Léon, de Saint-Paul-de-Serre, de Saint-Séverin-d'Estissac et de Vallereuil.
Relevant de l'Église catholique romaine, l'église Notre-Dame de Razac est le seul bâtiment cultuel de la commune de Razac-sur-l'Isle. Depuis 2006 il n'y a plus de prêtre local, curé de Razac. Aussi en 2012, c'est généralement l'équipe paroissiale responsable de la paroisse Saint-Pierre-et-Saint-Paul-des-Rives-de-l'Isle, résidant à Saint-Astier, chef-lieu du canton dont faisait partie la commune de Razac-sur-l'Isle, qui assure le culte sur cette dernière. Depuis 2024 le culte est assuré par l'équipe paroissiale qui réside à Chancelade (Paroisse de Saint-Vincent-sur-Beauronne), car il n'y a plus aucun prêtre à Saint-Astier.

## Économie

### Emploi
L'emploi est analysé ci-dessous selon qu'il affecte les habitants de Razac-sur-l'Isle ou qu'il est proposé sur le territoire de la commune.

#### L'emploi des habitants
En 2015, parmi la population communale comprise entre 15 et 64 ans, les actifs représentent 1 033 personnes, soit 43,3 % de la population municipale. Le nombre de chômeurs (128) a fortement augmenté par rapport à 2010 (83) et le taux de chômage de cette population active s'établit à 12,4 %.

#### L'emploi sur la commune
En 2015, la commune offre 400 emplois pour une population de 2 384 habitants. Le secteur administratif (administration publique, enseignement, santé, action sociale) prédomine avec 39,4 % des emplois.
Répartition des emplois par domaines d'activité
|                     | Agriculture, sylviculture ou pêche | Industrie | Construction | Commerce, transports et services | Administration publique, enseignement, santé, action sociale |
| ------------------- | ---------------------------------- | --------- | ------------ | -------------------------------- | ------------------------------------------------------------ |
| Nombre d'emplois    | 0                                  | 43        | 113          | 87                               | 158                                                          |
| Pourcentage         | 0,0 %                              | 10,7 %    | 28,2 %       | 21,7 %                           | 39,4 %                                                       |
| Source des données. |                                    |           |              |                                  |                                                              |

### Établissements
Au 31 décembre 2015, la commune compte 127 établissements, dont soixante-huit au niveau des commerces, transports ou services, vingt-sept dans la construction, vingt relatifs au secteur administratif, à l'enseignement, à la santé ou à l'action sociale, sept dans l'industrie, et cinq dans l'agriculture, la sylviculture ou la pêche.

### Entreprises
Cartes postales René. Entreprise crée en 1948 par Reinhart Wasserug, né à Berlin, arrivé en France en 37. Après avoir travaillé chez Yvon, fonde son entreprise en 1948. Les ateliers sont à Razac. La société vend 4 millions de cartes postales par an. L'entreprise est cédée en 2002. Le fonds photographique est donné aux archives départementales de la  Dordogne
En 2007, parmi les entreprises ayant leur siège social en Dordogne, l'entreprise Mory Vingt Quatre (messagerie, fret express) se classait 20e quant au chiffre d'affaires hors taxe dans le secteur des services, avec 6 371 k€. Cette société a fait l'objet d'une liquidation judiciaire prononcée en avril 2012.

## Culture locale et patrimoine

### Lieux et monuments

#### Patrimoine civil
- Château d'Antoniac, XVIIIe et XIXe siècles[79], où est né et mort l'écrivain Lagrange-Chancel (1677-1758)
- Château de Razac, mentionné à la fin du XIVe siècle[80]. Le château et l'église qu'il jouxte sont aux mains des Anglais lors de la guerre de Cent Ans lorsqu'ils sont attaqués en 1397 par le sénéchal de Périgord qui fait raser la tour du château[80].
- Repaire de Marsaguet, ancien repaire noble transformé en métairie[81].
- Gare de Razac sur la ligne ferroviaire Bordeaux-Périgueux.

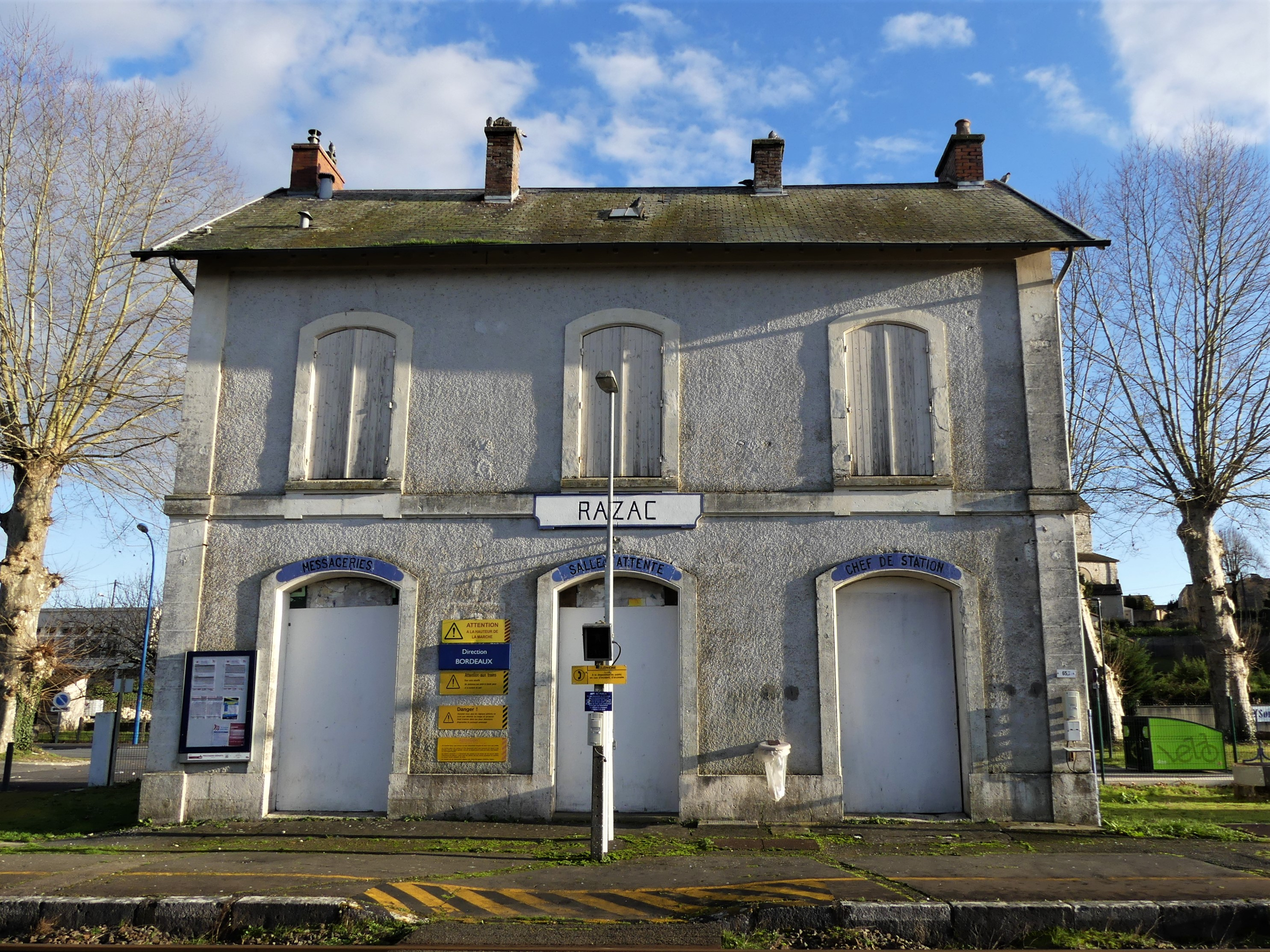
L'ancien bâtiment voyageurs de la gare de Razac.
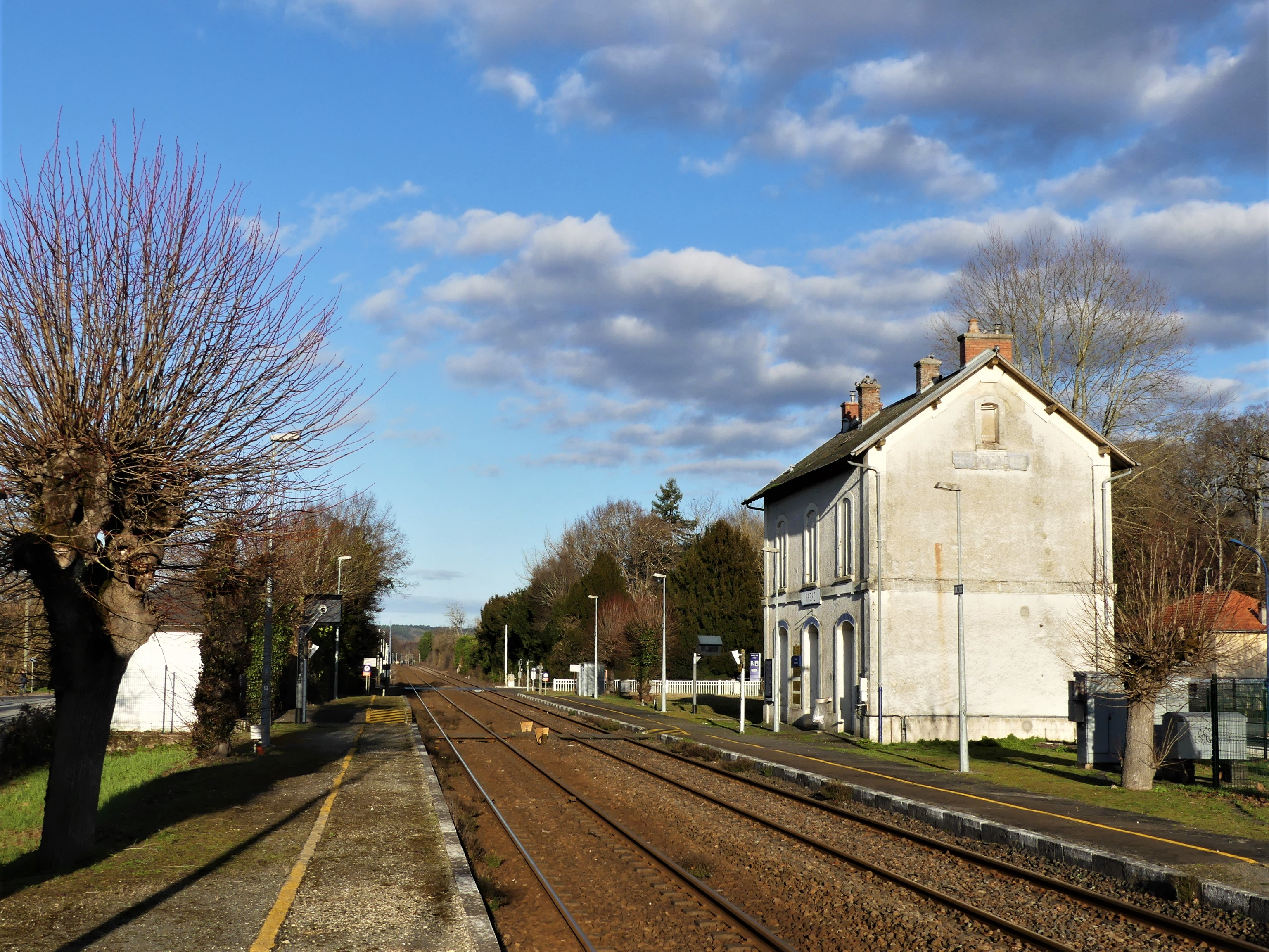
Les voies en gare de Razac.
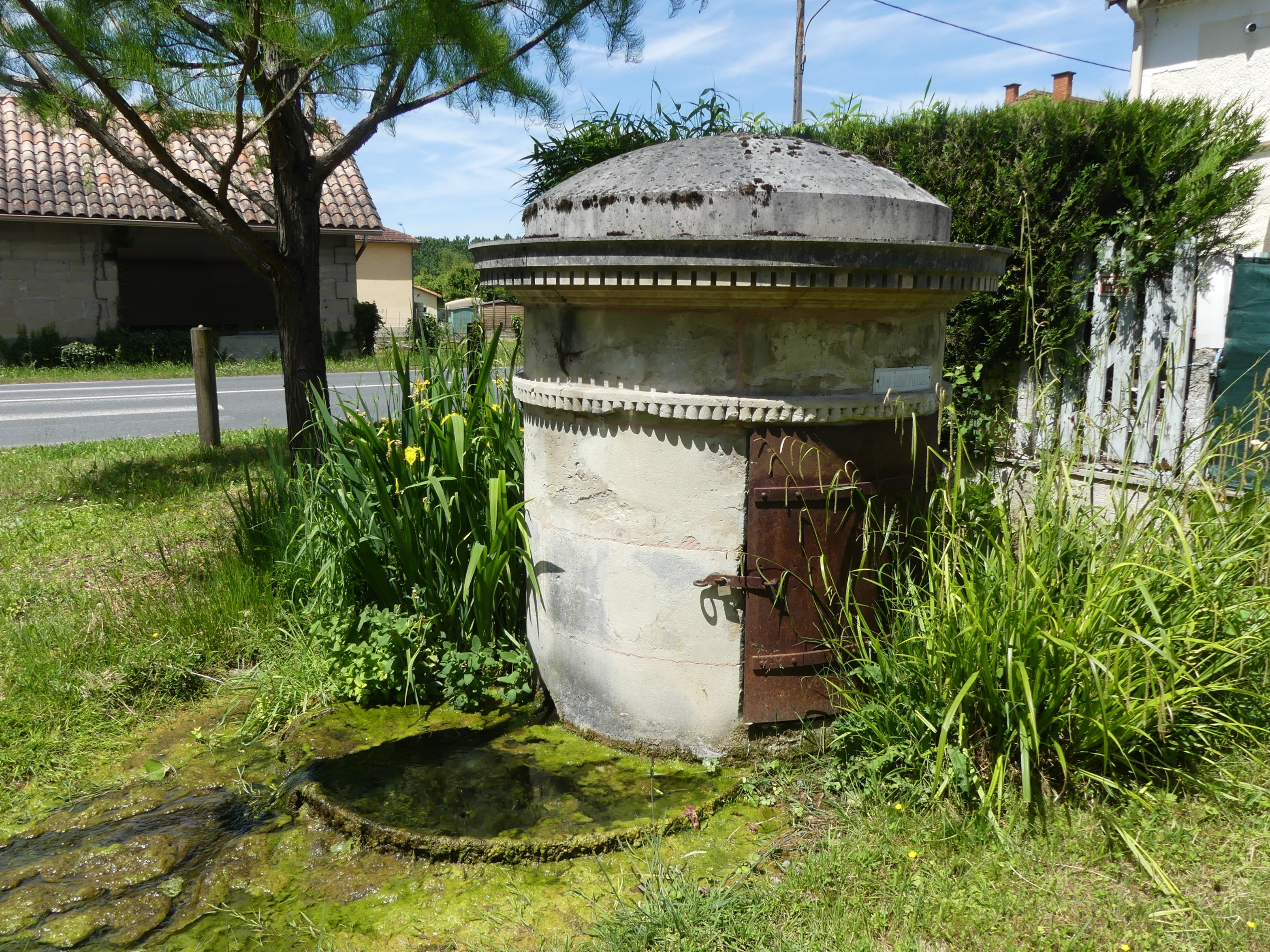
La fontaine du bourg.
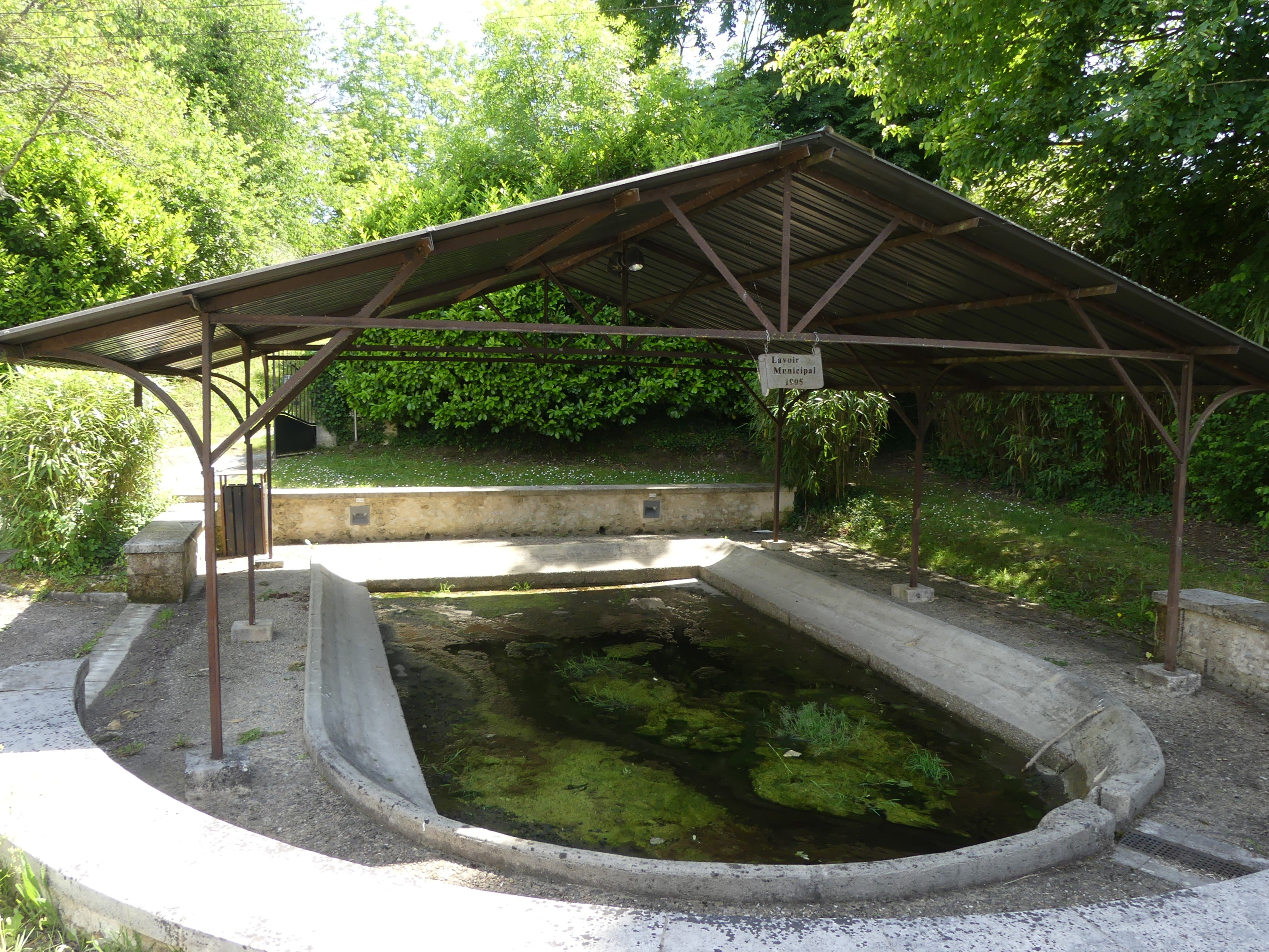
Le lavoir municipal du bourg.

#### Patrimoine religieux
- Église Notre-Dame[82] ou Notre-Dame de l'Assomption[83] : église gothique reconstruite en 1530, elle sert de sépulture à l'écrivain razacois Lagrange-Chancel[83]. Son orientation a été modifiée au XIXe siècle[83], son portail ouest ayant été muré.

L'église Notre-Dame.
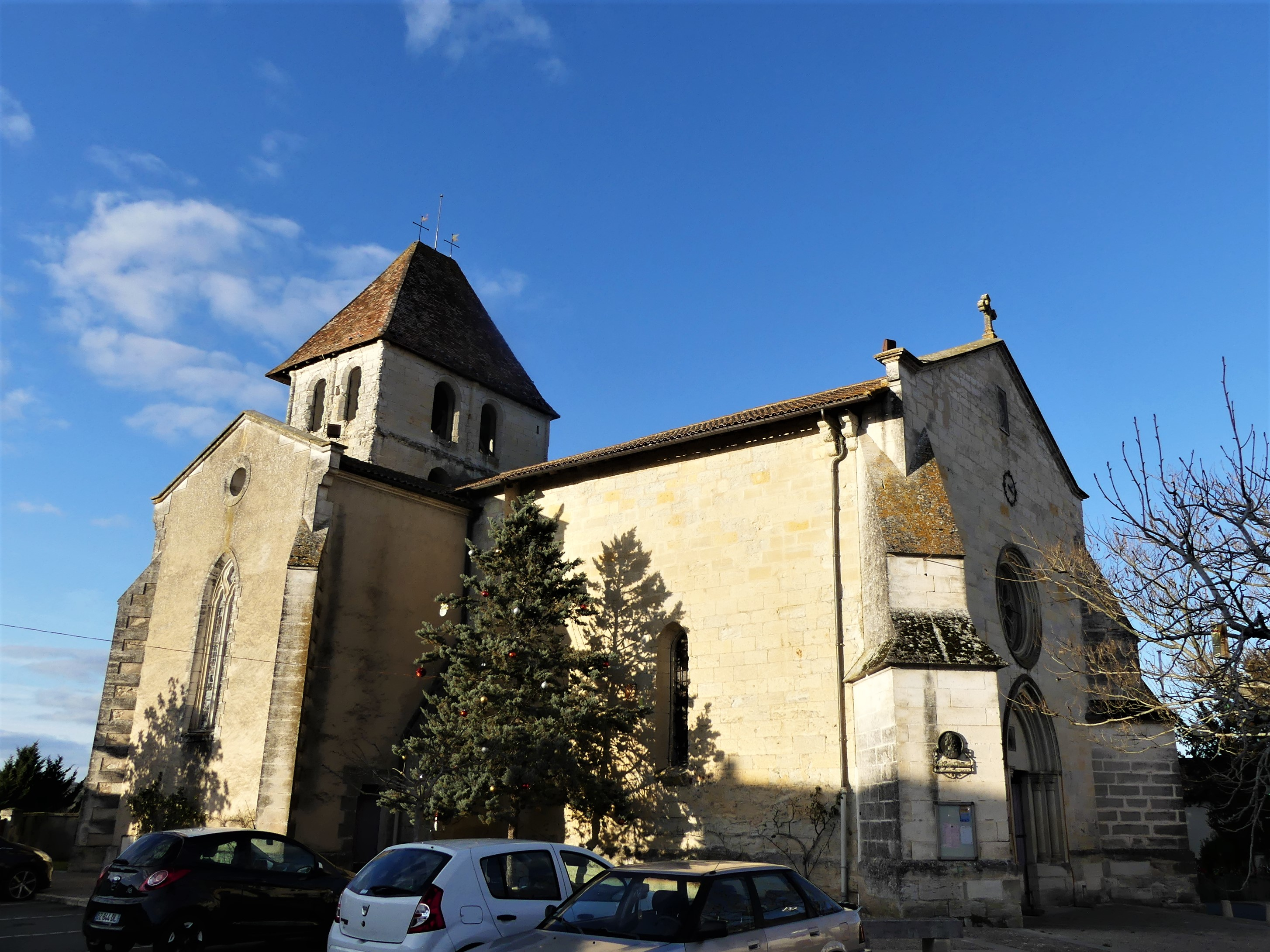
La façade sud.
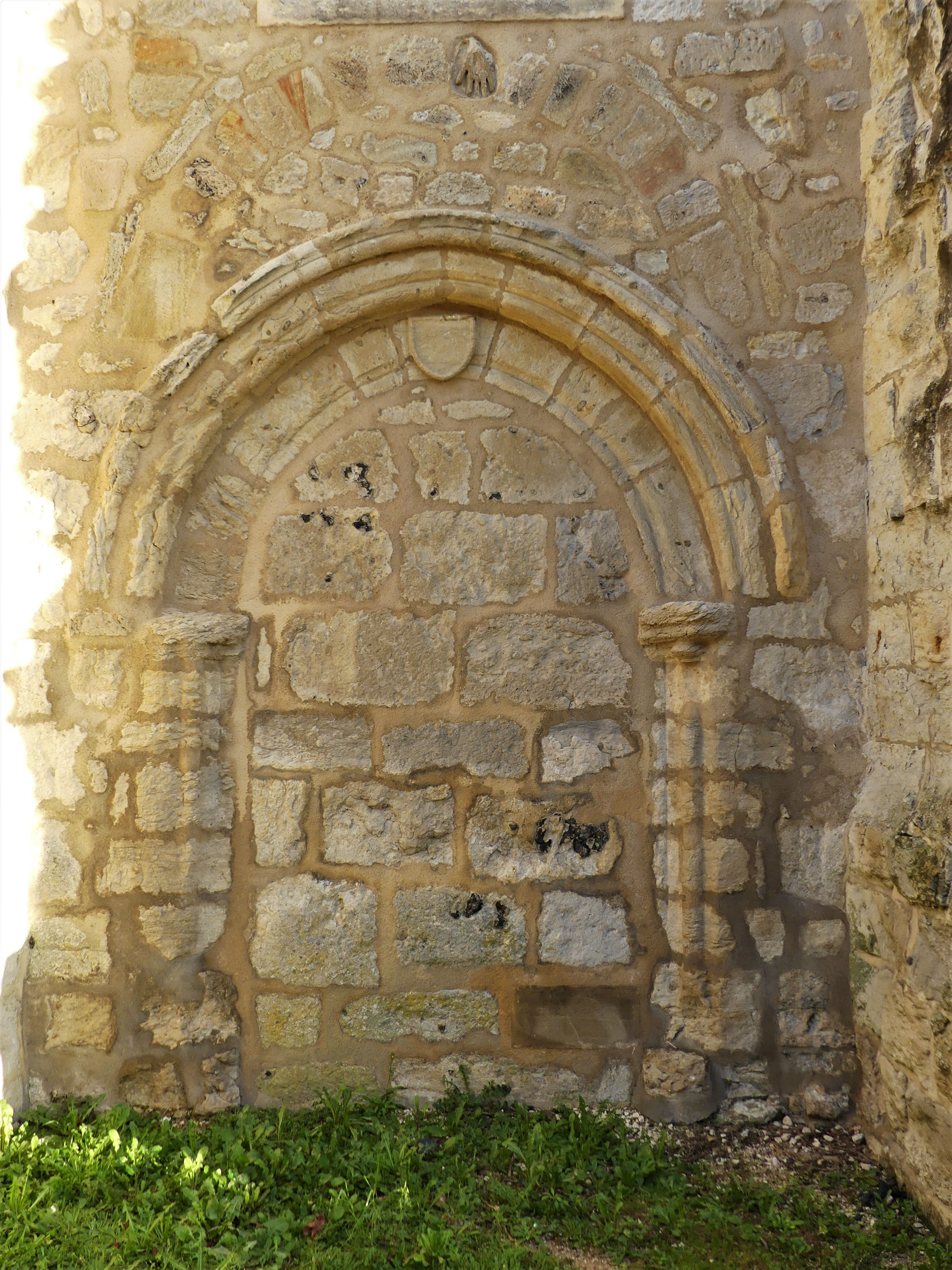
Le portail ouest muré.
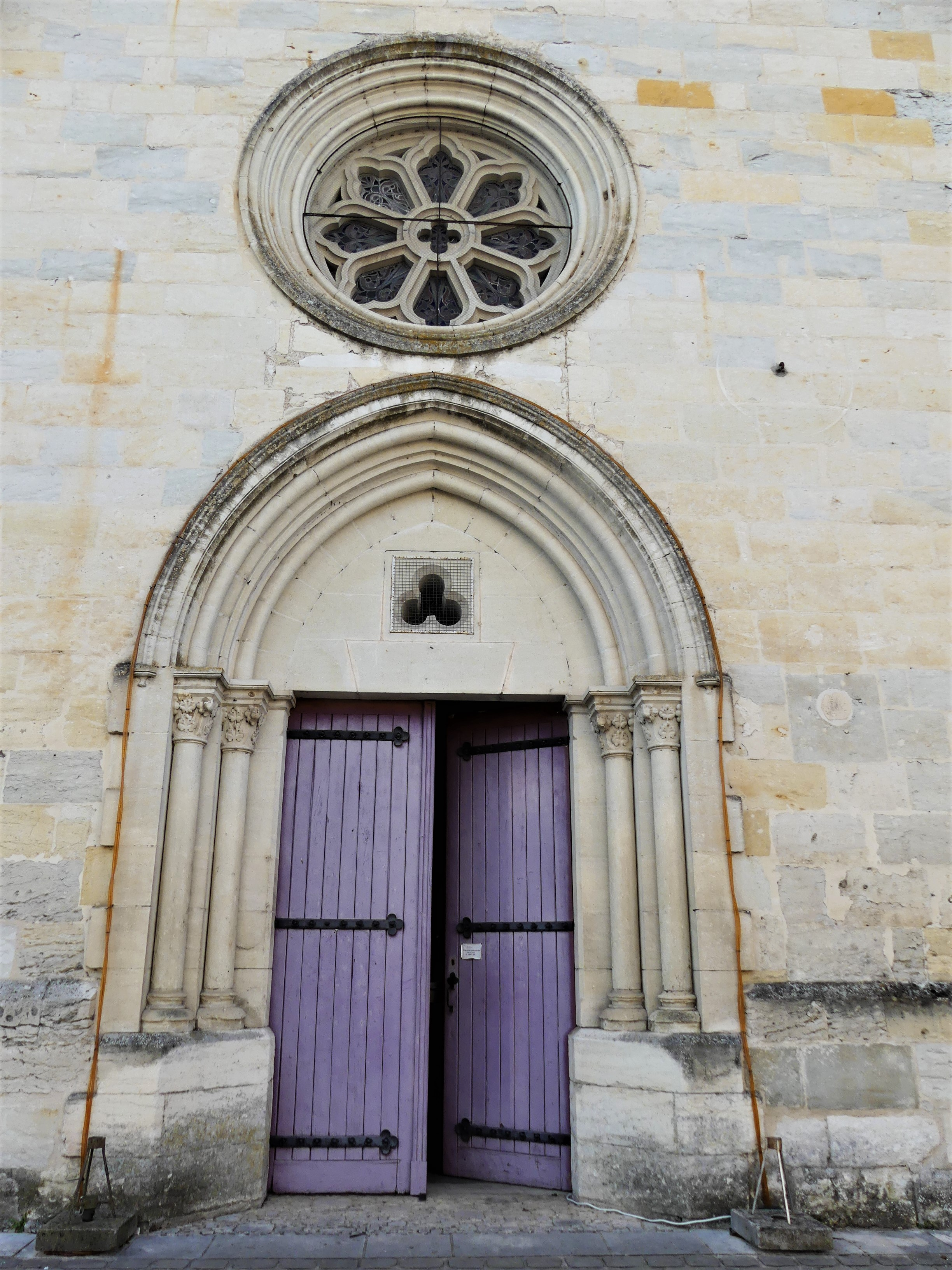
Le portail est.
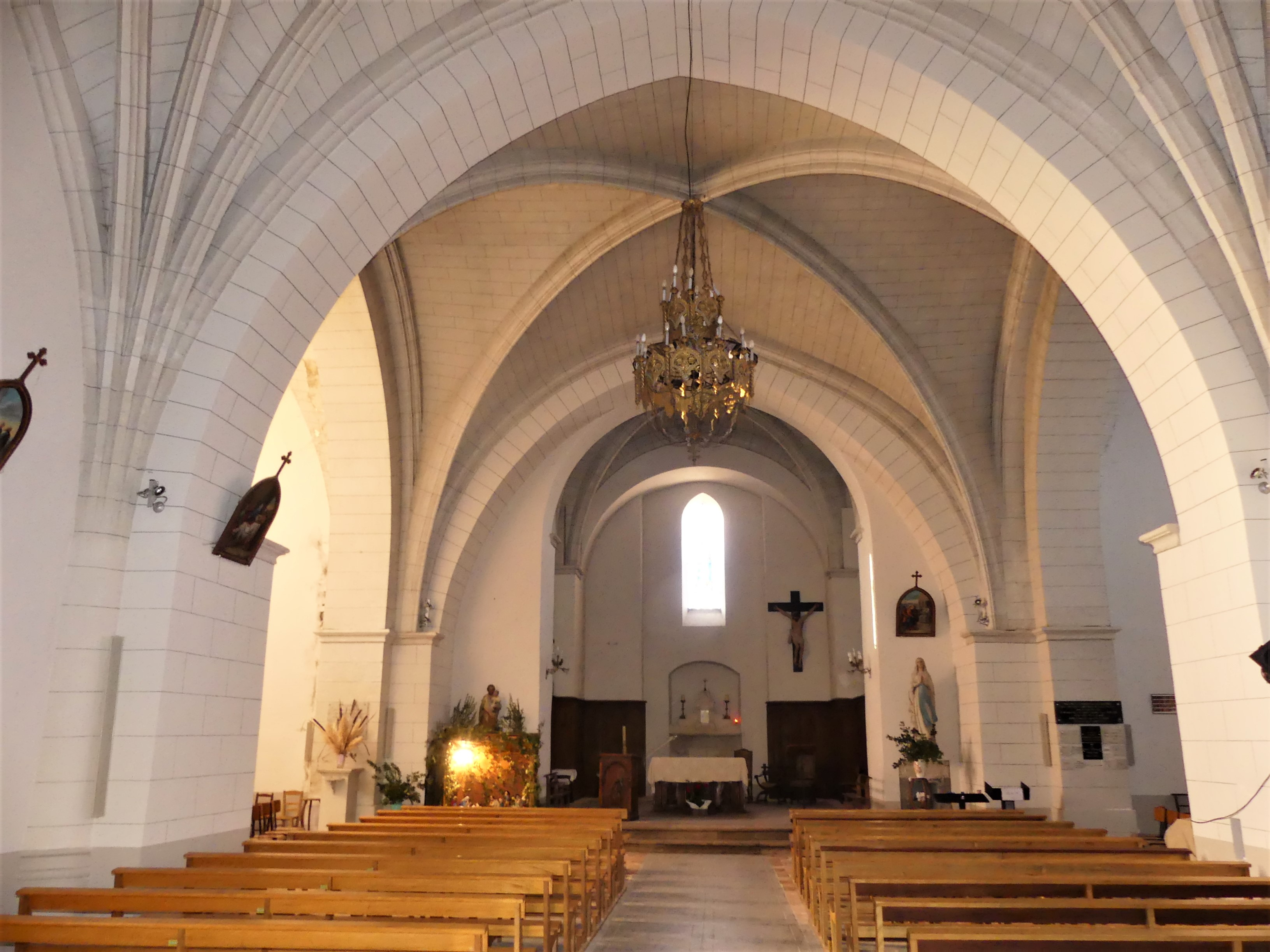
La nef.
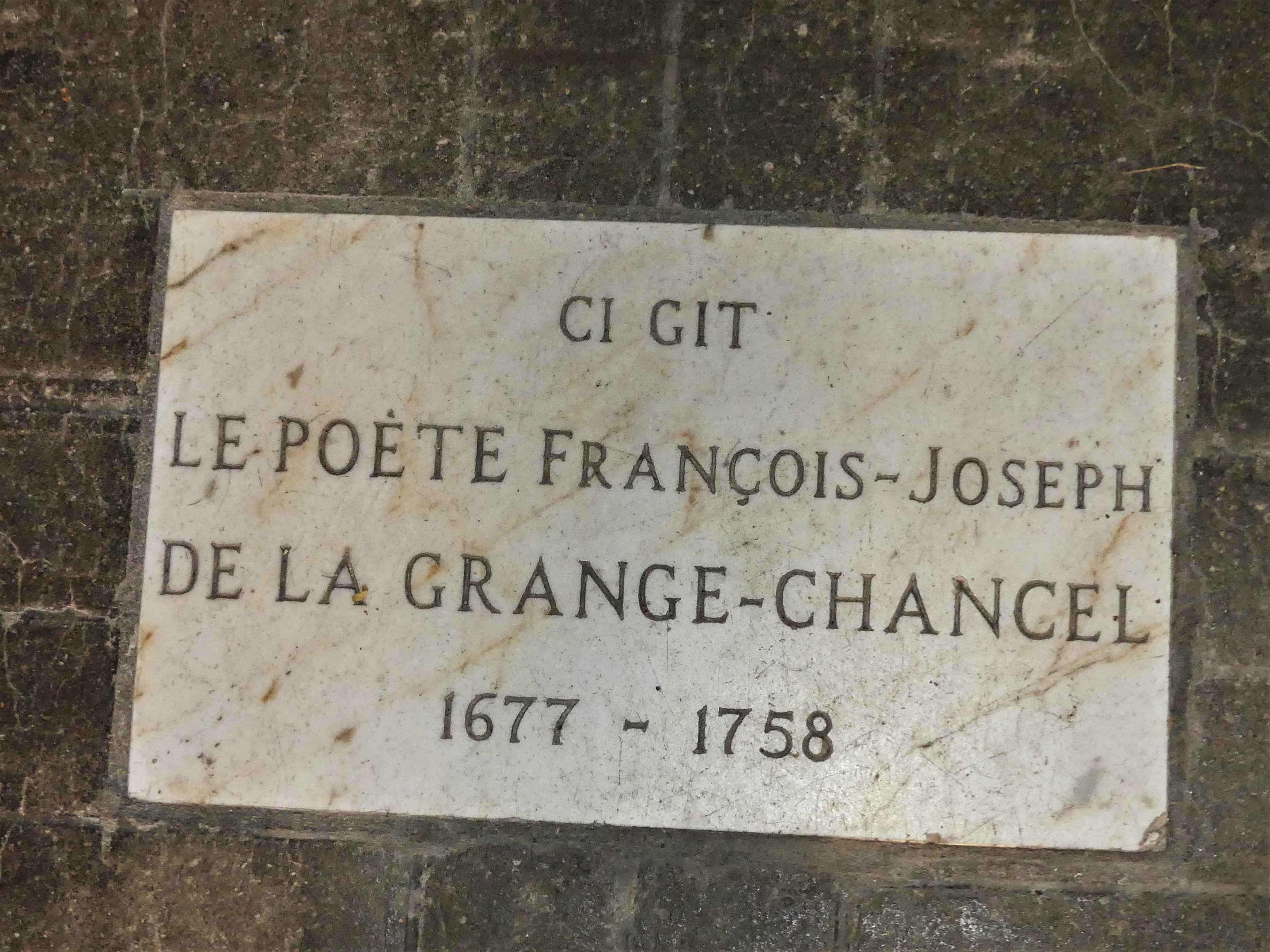
Plaque funéraire à l'entrée de la nef.
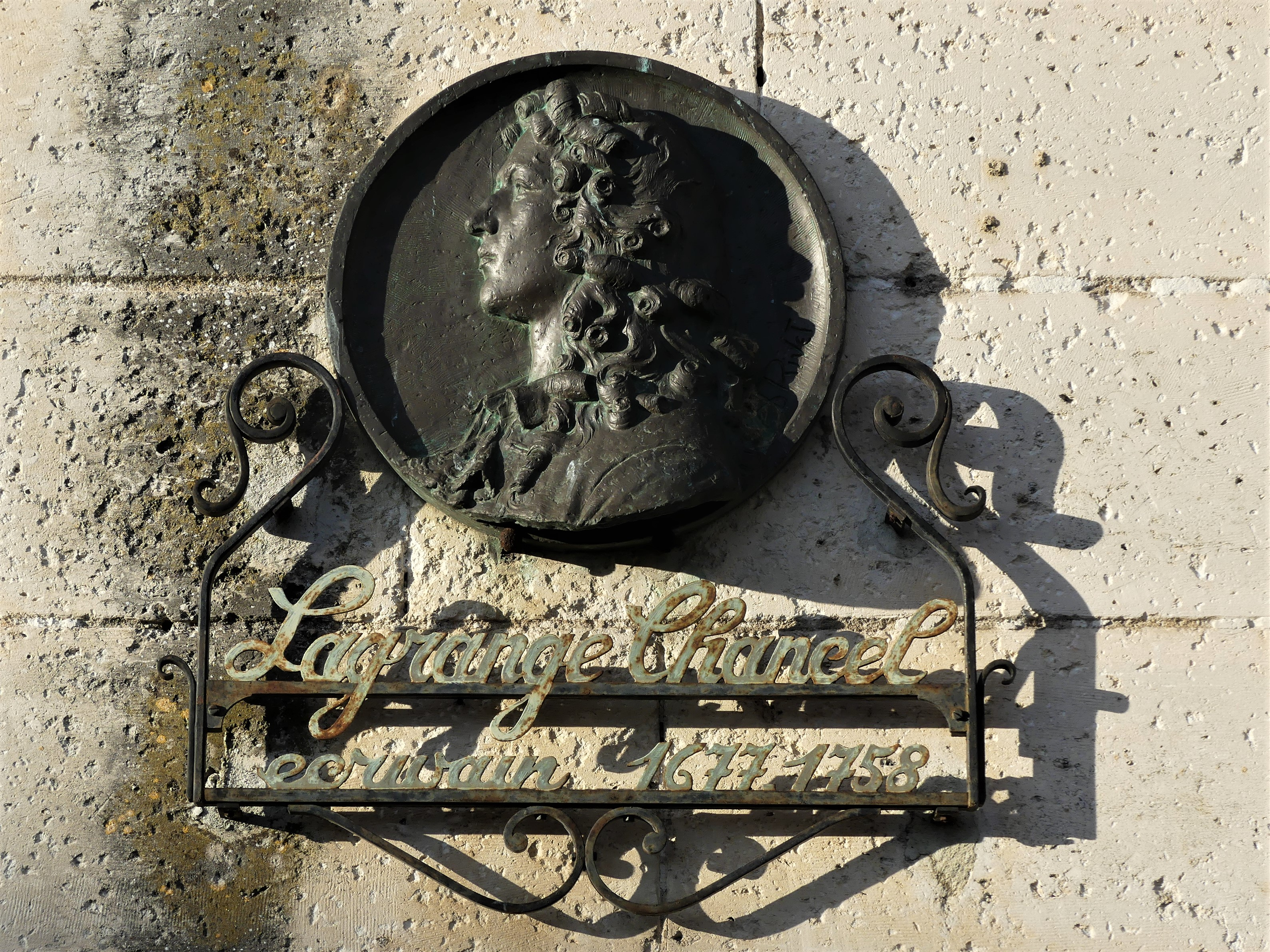
Médaillon représentant Lagrange-Chancel sur le contrefort sud-est.

### Personnalités liées à la commune
- François-Joseph Chancel de La Grange, dit Lagrange-Chancel, poète dramatique, né au château d'Antoniac en 1677 et mort au même endroit en 1758.
- Auguste Dubet (1829-1907), architecte du département de la Dordogne, né à Razac-sur-l'Isle.
- Gervy, pseudonyme de Yves Desdemaines-Hugon (1908-1998), a vécu à Razac-sur-l'Isle de 1941 à sa mort. Dessinateur, créateur de la bande dessinée Pat'Apouf.
- Jean Carzou (1907-2000), peintre, lithographe, graveur. A vécu dans la maison de retraite de Razac-sur-l'Isle.
- Michel Testut (1943-), romancier et poète, président de l'Académie des Lettres et des Arts du Périgord, qui habite dans cette commune.

### Héraldique
| Armes de Razac-sur-l'Isle | Elles peuvent se blasonner ainsi aujourd’hui : D'azur à trois aiglettes d'argent rangées en fasce entre deux jumelles du même. |

## Pour approfondir